# 西山弥太郎
西山 弥太郎（にしやま やたろう、1893年8月5日 - 1966年8月10日）は、日本の経営者。川崎製鉄社長、会長を務めた。陸軍中将・西山福太郎は実兄。

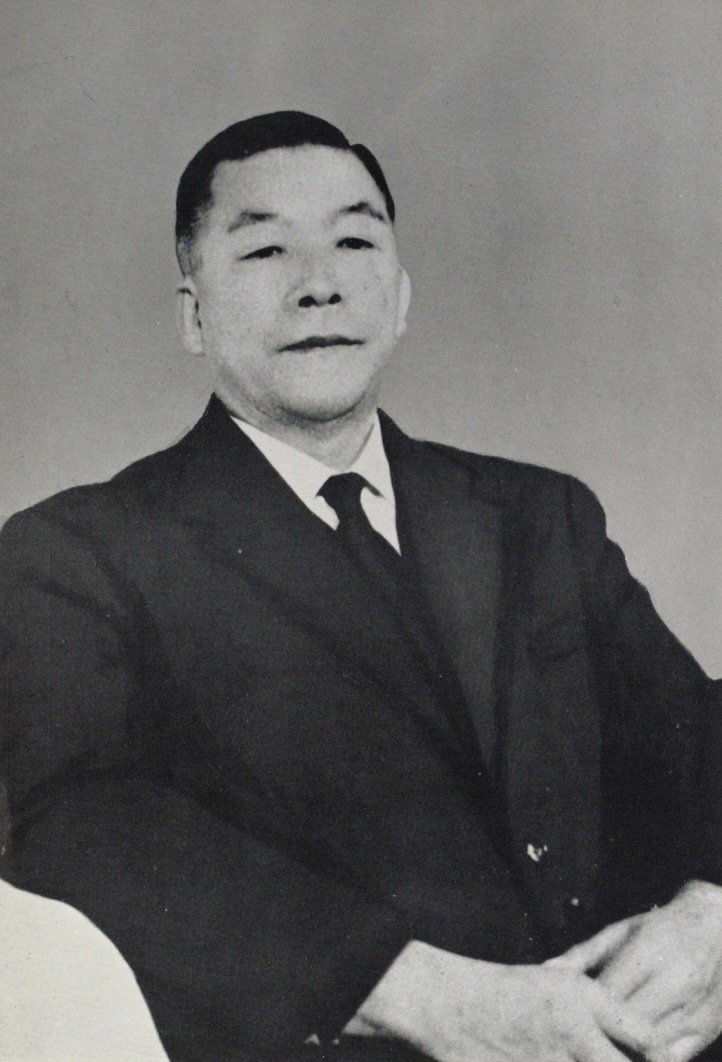
『房総紳士録』（1961年）掲載肖像

## 経歴
神奈川県淘綾郡吾妻村（令和現在の中郡二宮町）の出身。実家は井筒屋の屋号で宝永年間より街道沿いの旅宿を営んでいたが、明治維新後は交通機関の発達などもあり父の代で廃業。以後は養蚕業及び網元を生業とした。弥太郎は父・豊八、母・ヒロのもと十二人兄弟の十男として1893年（明治26年）8月に生まれる。兄弟が多かった為、弥太郎を含む4人以外は他家に養子入りし、実家は後に二男（長男は夭折）の斧三郎が継いだ。1908年（明治41年）春に満14歳で高等小学校を卒業すると、母方の親戚がやっていた横浜の金物店に手伝いとして入る。弥太郎はここで金物屋は儲かるのだと感じ、ならばその原料となる鉄を造る方がなお良いだろうと考えた。店を半年で辞めると勉学に打ち込み、1909年9月に東京神田の錦城中学校三学年に編入。1912年（明治45年）春に卒業した。寸暇を惜しんで勉強を続けた結果、1913年（大正2年）9月には第一高等学校の二部に合格。その後は東京帝国大学工学部鉄冶金学科に進み、俵国一の教えを受ける。二年生の夏休みには同級生ら7名で岩手県釜石に滞在し、釜石鉱山田中製鉄所で製鉄の実地を学んだ。1919年（大正8年）に卒業すると同年川崎造船所に入社。1942年6月に川崎重工業取締役、1950年（昭和25年）8月には川崎製鉄社長に就任した。
1961年藍綬褒章を受章。1965年11月に勲二等瑞宝章を受章した。1966年8月10日、胃がん転移のために死去。73歳没。